# Dick Schenkel
Dick Schenkel (Amsterdam, 27 juli 1933) was een Nederlandse profvoetballer die voor De Volewijckers, BVC Amsterdam, DWS en VVV heeft gespeeld.
Schenkel was inzetbaar op meerdere posities. Hij begon als aanvaller maar speelde later in zijn loopbaan voornamelijk als centrale verdediger.
Hij brak door bij De Volewijckers waar hij als jeugdspeler begon. Na de overgang naar het profvoetbal in 1954 bleef hij de club trouw. In 1957 verkaste hij naar BVC Amsterdam dat een jaar later fuseerde met DWS. 
In het seizoen 1962/63 kwam hij niet tot overeenstemming over zijn contract en hij kwam dat jaar niet in actie. Daarna verhuisde hij samen met teamgenoot Arie de Oude naar VVV. 

## Statistieken
| Seizoen         | Club            | Competitie       | Competitie | Competitie | Beker | Beker | Overige | Overige | Totaal | Totaal |
| Seizoen         | Club            | Competitie       | Wed.       | Dlp.       | Wed.  | Dlp.  | Wed.    | Dlp.    | Wed.   | Dlp.   |
| --------------- | --------------- | ---------------- | ---------- | ---------- | ----- | ----- | ------- | ------- | ------ | ------ |
| 1950/51         | De Volewijckers | Eerste klasse C  | 3          | 0          | —     | —     | —       | —       | 3      | 0      |
| 1951/52         | De Volewijckers | Eerste klasse A  | 18         | 9          | —     | —     | —       | —       | 18     | 9      |
| 1952/53         | De Volewijckers | Eerste klasse A  | 25         | 9          | —     | —     | —       | —       | 25     | 9      |
| 1953/54         | De Volewijckers | Eerste klasse B  | 26         | 13         | —     | —     | —       | —       | 26     | 13     |
| 1954/55         | De Volewijckers | Eerste klasse B  | 8          | 8          | —     | —     | —       | —       | 8      | 8      |
| 1954/55         | De Volewijckers | Eerste klasse D  | 26         | 12         | —     | —     | —       | —       | 26     | 12     |
| 1955/56         | De Volewijckers | Hoofdklasse B    | ?          | 12         | —     | —     | —       | —       | ?      | 12     |
| 1956/57         | De Volewijckers | Eerste divisie A | ?          | 8          | 2     | 0     | —       | —       | ?      | 8      |
| 1957/58         | BVC Amsterdam   | Eredivisie       | 34         | 10         | 2     | 1     | —       | —       | 36     | 11     |
| 1958/59         | DWS/A           | Eredivisie       | 32         | 6          | ?     | 0     | —       | —       | ?      | 6      |
| 1959/60         | DWS/A           | Eredivisie       | 28         | 5          | —     | —     | —       | —       | 28     | 5      |
| 1960/61         | DWS/A           | Eredivisie       | 30         | 5          | ?     | 0     | —       | —       | ?      | 5      |
| 1961/62         | DWS/A           | Eredivisie       | 26         | 2          | ?     | 0     | —       | —       | ?      | 2      |
| 1962/63         | DWS             | Eerste divisie   | 0          | 0          | 0     | 0     | —       | —       | 0      | 0      |
| 1963/64         | VVV             | Eerste divisie   | 30         | 7          | 2     | 0     | —       | —       | 32     | 7      |
| 1964/65         | VVV             | Eerste divisie   | 29         | 10         | 1     | 0     | —       | —       | 30     | 10     |
| 1965/66         | VVV             | Eerste divisie   | 15         | 2          | 2     | 0     | —       | —       | 17     | 2      |
| Carrière totaal | Carrière totaal | Carrière totaal  | ?          | 118        | ?     | 1     | 0       | 0       | ?      | 119    |